# Ahmed Askalany
Ahmed Askalany (Qena, 1978) è un artista egiziano.

## Biografia
Primo di una numerosa famiglia composta da tre sorelle e un fratello, inizia a riconoscere il suo amore per la scultura nei primi anni della sua infanzia.
Nelle sue sculture utilizza come nucleo un telaio di ferro, che riveste con foglie di palma. Le strisce di foglie vengono raccolte da diversi alberi e ordinate in base alla somiglianza di aspetto, colore e consistenza. Queste vengono poi essiccate e cucite insieme con un filo.
I soggetti rappresentati sono animali o figure umane, che grazie all'utilizzo di foglie intrecciate acquisiscono un aspetto mummificato, imbalsamato. La particolare abilità di Askalany sta nel riuscire a catturarli sempre in un profondo e naturale momento “reale”, in un atteggiamento o in un gesto.

## Mostre personali
- 2004 “Delusion”, Townhouse Gallery of contemporary art, Il Cairo, Egitto
- 2003 “Cairo… Here”, Mashrabia Art Gallery, Il Cairo, Egitto
- 2002 “Heaven and earth s' evil”, Townhouse Gallery of contemporary art, Il Cairo, Egitto
- 2001 Rats room and other tails, Mashrabia Gallery, Il Cairo, Egitto
- 1999 British Council, Il Cairo, Egitto
- 1998 Qena cultural palace, Qena, Egitto

## Mostre Collettive

### 2004
- “Musulmanes, Musulmans dans la ville”, Le parc de la villette, Parigi, Francia

### 2002
- “5th Miniatures Exhibition”, Cairo opera house, Il Cairo, Egitto
- “Egyptian faces”, Droub Gallery, Il Cairo, Egitto
- “Prayers”, 2nd Al Nitaq festival of visual Arts, Il Cairo, Egitto
- “Arts Academy”, Roma, Italia

### 2001
- “4th Miniatures Exhibition”, Mogamaa El fnoun, Zamlek, Egitto
- “Doormen”, 1st Al Nitaq festival of visual arts, Il Cairo, Egitto
- “My sister, the palm”, Mashrabia Gallery, Il Cairo, Egitto
- “Cairo modern art in Holland”, Circle theatre, Paesi Bassi
- “4th Rome and Mediterranean countries biennale”, Sarajevo

### 2000
- “12th Youth salon”, Cairo Opera house, Il Cairo, Egitto
- “3rd Miniatures Exhibition”, Mogamaa El fnoun, Zamlek, Egitto

### 1999
- “11th Youth salon”, Cairo Opera house, Il Cairo, Egitto
- “Port Said Biennale”, Port Said, Egitto
- “33rd young artists contest”, Fine arts association, Il Cairo, Egitto
- “26th national exhibition”, Cairo Opera House, Il Cairo, Egitto

### 1998
- “10th Youth salon”, Mogamaa El fnoun, Zamlek, Egitto
- “4th Cairo international Biennale for ceramics”, Mogamaa El fnoun, Zamlek, Egitto

### 1996
- “8th Youth salon”, Mogamaa El fnoun, Zamlek, Egitto

## Collaborazioni/ workshops
- 2004 “Aswan international sculpture symposium”, Aswan, Egitto
- 2003 “Aswan international sculpture symposium”, Aswan, Egitto
- 1999 “Aswan open studio”, Aswan, Egitto

## Premi

### 2004
- Grant to be free for art work, The Egyptian ministry of Culture, Il Cairo, Egitto

### 2000
- First salon prize, 12th youth salon, Il Cairo, Egitto

### 1999
- Grant to work in various luxor studios, The general organization for cultural palaces, Il Cairo, Egitto
- Aida Abdel Karim s' prize, Fine Arts Association, Il Cairo, Egitto

### 1998
- First Sculpture prize, 10th youth salon, Il Cairo, Egitto
- Young artist prize, Cairo international sculpture biennale, Il Cairo, Egitto

## Pubblicazioni

### 2004
- Samir Shehata, Pharaohnic cat, El symposium magazine

### 2003
- Samir shehata, Maumee made of palm leaves, El symposium magazine
- Dina Ramadan, Carving out a future, Cairo Times
- Francesca Sullivan, Crowd Control, Egypt Today
- Francesca Sullivan, Ahmed Askalany, Egypt‘ s insight Magazine

### 2001
- Francesca Sullivan, Ahmed Askalany, Egypt ‘s insight Magazine
- Sharif Farrag, In the rat room, Cairo times

### 2000
- Mervat Kassem, Ahmed Askalani a spontaneous artist from upper Egypt, Heliopolis Magazine
- Samira Mahmoud, Reinventing the familiar, Cairo Times